# Виљуша
Виљуша је насеље у Србији у општини Чачак у Моравичком округу. Према попису из 2022. било је 825 становника.

Овде се налази Запис Иванкина липа (Виљуша).

## Демографија
У насељу Виљуша живи 769 пунолетних становника, а просечна старост становништва износи 42,7 година (42,2 код мушкараца и 43,1 код жена). У насељу има 295 домаћинстава, а просечан број чланова по домаћинству је 3,13.
Ово насеље је великим делом насељено Србима (према попису из 2002. године).
|  |

| Демографија | Демографија | Демографија |
| Година      | Становника  | Становника  |
| ----------- | ----------- | ----------- |
| 1948.       | 1.053       |             |
| 1953.       | 1.050       |             |
| 1961.       | 982         |             |
| 1971.       | 896         |             |
| 1981.       | 936         |             |
| 1991.       | 936         | 933         |
| 2002.       | 924         | 926         |
| 2011.       | 920         |             |

| Етнички састав према попису из 2002.‍ | Етнички састав према попису из 2002.‍ | Етнички састав према попису из 2002.‍ | Етнички састав према попису из 2002.‍ | Етнички састав према попису из 2002.‍ |
| ------------------------------------ | ------------------------------------ | ------------------------------------ | ------------------------------------ | ------------------------------------ |
|                                      |                                      |                                      |                                      |                                      |
| Срби                                 | Срби                                 |                                      | 923                                  | 99,89%                               |
| непознато                            | непознато                            |                                      | 1                                    | 0,10%                                |

| Година пописа     | 1948. | 1953. | 1961. | 1971. | 1981. | 1991. | 2002. |
| ----------------- | ----- | ----- | ----- | ----- | ----- | ----- | ----- |
| Број домаћинстава | 198   | 204   | 230   | 244   | 283   | 293   | 295   |

| Број чланова      | 1  | 2  | 3  | 4  | 5  | 6  | 7 | 8 | 9 | 10 и више | Просек |
| ----------------- | -- | -- | -- | -- | -- | -- | - | - | - | --------- | ------ |
| Број домаћинстава | 54 | 69 | 55 | 61 | 32 | 16 | 3 | 1 | 2 | 2         | 3,13   |

| Пол    | Укупно | Неожењен/Неудата | Ожењен/Удата | Удовац/Удовица | Разведен/Разведена | Непознато |
| ------ | ------ | ---------------- | ------------ | -------------- | ------------------ | --------- |
| Мушки  | 389    | 102              | 260          | 18             | 8                  | 1         |
| Женски | 415    | 72               | 262          | 70             | 11                 | 0         |
| УКУПНО | 804    | 174              | 522          | 88             | 19                 | 1         |

| Пол    | Укупно                    | Пољопривреда, лов и шумарство | Рибарство                            | Вађење руде и камена | Прерађивачка индустрија       |
| ------ | ------------------------- | ----------------------------- | ------------------------------------ | -------------------- | ----------------------------- |
| Мушки  | 211                       | 68                            | 0                                    | 0                    | 72                            |
| Женски | 134                       | 42                            | 0                                    | 0                    | 31                            |
| УКУПНО | 345                       | 110                           | 0                                    | 0                    | 103                           |
| Пол    | Производња и снабдевање   | Грађевинарство                | Трговина                             | Хотели и ресторани   | Саобраћај, складиштење и везе |
| Мушки  | 7                         | 12                            | 22                                   | 2                    | 15                            |
| Женски | 2                         | 0                             | 22                                   | 3                    | 1                             |
| УКУПНО | 9                         | 12                            | 44                                   | 5                    | 16                            |
| Пол    | Финансијско посредовање   | Некретнине                    | Државна управа и одбрана             | Образовање           | Здравствени и социјални рад   |
| Мушки  | 0                         | 0                             | 6                                    | 2                    | 3                             |
| Женски | 0                         | 5                             | 3                                    | 4                    | 14                            |
| УКУПНО | 0                         | 5                             | 9                                    | 6                    | 17                            |
| Пол    | Остале услужне активности | Приватна домаћинства          | Екстериторијалне организације и тела | Непознато            | Непознато                     |
| Мушки  | 0                         | 0                             | 0                                    | 2                    | 2                             |
| Женски | 6                         | 0                             | 0                                    | 1                    | 1                             |
| УКУПНО | 6                         | 0                             | 0                                    | 3                    | 3                             |